# Escuela Superior de Guerra (Argentina)
La Escuela Superior de Guerra «Teniente General Luis María Campos» (ESG) es un instituto de perfeccionamiento militar del Ejército Argentino con sede en el Centro Educativo de las Fuerzas Armadas en Palermo (CABA) y en la órbita de la Dirección General de Educación y la Facultad del Ejército de la Universidad de la Defensa Nacional.
Se creó el 1 de enero de 1900 por iniciativa del ministro de Guerra Luis María Campos, en el marco de un proceso de transformación y revisión interna de las instituciones militares argentinas como consecuencia de los nuevos adelantos en materia técnica y pedagógica que revolucionaron los procesos de enseñanza y concepción de la ciencia militar imperantes hasta el momento.

## Antecedentes
La iniciativa de creación de la Escuela de Guerra surgió por iniciativa del teniente general Luis María Campos —por entonces ministro de Guerra del presidente Julio Argentino Roca—, quien teniendo en consideración los adelantos en materia educativa originados en el Congreso Pedagógico de 1882, vio necesaria la ampliación del espectro educativo civil y militar, así como el cambio de enfoque y mejora de contenidos educativos que brindaba el Ejército Argentino.

## Historia
La fundación de la Escuela de Guerra se decretó el 1 de enero de 1900, y desde entonces, tal como reza su antiguo lema «ser más que parecer», la institución ha bregado por la formación constante y renovada del pensamiento militar argentino, así como la investigación ininterrumpida en materia de defensa nacional, estrategia e historia militar y actualización doctrinaria. A fines del siglo XIX y principios del siglo XX y en especial durante las presidencias de José Evaristo Uriburu y Julio Argentino Roca, el Ejército y la Marina de nuestro país fueron objeto de un proceso de modernización y actualización de su organización, instrucción y equipamiento. En cuanto a la fuerza terrestre, se produjeron cambios en la formación y capacitación de oficiales y suboficiales. La creación del Colegio Militar en 1869 contribuyó al surgimiento de un cuadro homogéneo de oficiales, si bien se mantuvieron otros sistemas paralelos de reclutamiento de los mismos hasta 1900. Sin embargo no había un instituto de formación superior que les brindase a aquellos los conocimientos necesarios para convertirse en integrante del Estado Mayor y, finalmente, alcanzar las más altas jerarquías militares. A fin de remediar parcialmente estas carencias, se decidió en su momento el otorgamiento de becas a oficiales destacados para cursar estudios en institutos castrenses europeos; tal el caso del entonces capitán Pablo Riccheri, enviado a Bélgica. Además los reglamentos de servicio vigentes en el Ejército confiaban a los jefes de Cuerpo la responsabilidad en materia de instrucción de sus subordinados, y se establecía que los oficiales recibiesen periódicamente clases teóricas para estar actualizados en cuanto a los progresos del arte de la guerra. El 29 de enero de 1900, en pleno auge de la modernización del Ejército, el presidente Roca dictó el Decreto de creación de la Escuela Superior de Guerra, refrendado por el ministro de Guerra teniente general Luis María Campos.
Los cambios tecnológicos en materia bélica repercutieron directamente sobre las tácticas y estrategias aplicables y por tanto la organización de los Ejércitos se profesionalizó, surgiendo las Escuelas de Estado Mayor. La más antigua, y de gran influencia al tiempo de creación de nuestro instituto, fue la Academia de Guerra de Berlín (Kriegsakademie), fundada en 1859 y cuyo antecedente histórico era la Escuela General de Guerra creada en 1810 por Von Scharnhorst, con el fin de dar a los oficiales una formación científica.
La Escuela Superior de Guerra francesa surgió tras la Guerra Franco prusiana de 1870-71, como consecuencia de las graves fallas de conducción y coordinación del ejército galo. Conforme a la influencia general de la época, la Escuela Superior de Guerra fue organizada en base al modelo alemán y así su primer Director fue un oficial de esa nacionalidad, contratado al efecto: el coronel Alfredo Arent. También eran alemanes algunos de sus primeros profesores, Rolf Kornatzki, Jorge Felgenhaner y Beltrán Schunck.
En los considerandos del Decreto se fijaban los objetivos de su creación: «Siendo necesario dotar al ejército de un instituto de instrucción superior que facilite a los señores oficiales la adquisición de los conocimientos indispensables para el desempeño de los servicios de estado mayor y de ayudante de los señores oficiales generales…» La Escuela estaba destinada a la formación de oficiales del Ejército —tenientes primeros y capitanes— que eran admitidos mediante concurso y dependía directamente del Ministro de Guerra. Los cursos iniciales eran originalmente de dos años pero más tarde fueron elevados a tres. Las actividades académicas del instituto se iniciaron oficialmente el 25 de abril de 1900. Su primera sede estuvo ubicada en Corrientes 439, posteriormente en Santa Fe 2639 y en 1904, pasó a Dorrego 2640. En 1930 se inició la construcción de su actual sede, ubicada en Luis María Campos 480, siendo trasladado allí en 1939. La creación de esta Escuela significó un avance en la formación y profesionalización de los oficiales de nuestro Ejército y su prestigio se extendió a otros païses que han enviado alumnos a completar sus estudios en el mismo. En los últimos años, y como consecuencia de la formación del IESE —Instituto de Enseñanza Superior del Ejército— con rango de Universidad, la Escuela Superior de Guerra ha adquirido el carácter de Unidad Académica del mismo, abriendo sus puertas a los profesionales provenientes de la comunidad, mediante la creación de carreras de grado y postgrado que se agregan a las específicamente militares, las que continúan siendo la esencia del instituto en cuanto a la capacitación y perfeccionamiento de los oficiales de la fuerza.
Para 1930 evocó el modelo de las escuelas de guerra de tradición prusiano-alemana, no sólo en su denominación sino también en la finalidad perseguida: formar cuadros de conducción y actualizar y desarrollar la doctrina y teoría para la ejecución de la guerra. Durante la década del 1950 a merced del peronismo la escuela adoptó una nueva doctrina basada en la defensa y primacía de lo nacional y en la autarquía militar. Los planes de estudio fueron modernizados y se incorporaron nuevas instalaciones y edificios. Con la llegada del régimen autodenominado Revolución Libertadora se buscó reemplazar la Doctrina de Defensa vigente por una nueva acorde a la visión estadounidense de la Guerra Fría, al tiempo que se inició un retiro compulsivo de al menos quinientos oficiales y miles de suboficiales entre 1955 y 1958 no leales al régimen dictatorial. Este nuevo período fue marcado por un retroceso en el equipamiento de la escuela y la venta de predios adquiridos en la década del 40.
El 2 de octubre de 1974, un grupo armado irregular asesinó al capitán Miguel Ángel Paiva. El oficial jefe cursaba la Escuela Superior de Guerra y se disponía a tomar el autobús para arribar al instituto.
En 2006 por resolución del Ministerio de Defensa surgió el Centro Educativo de las Fuerzas Armadas con sede en el predio de la ESG, localizado en Palermo, trasladando y concentrando allí las escuelas de guerra de las FF. AA. y el Estado Mayor Conjunto.

## Desarrollo y actualidad
En 1986, nuevamente revisando sus políticas educativas internas y atendiendo a los resultados expuestos por el II Congreso Pedagógico, la Escuela de Guerra abrió sus puertas definitivamente a las necesidades y requerimientos de la sociedad, abriendo su claustro a nuevas carreras y actividades que posibilitaran el progreso académico civil y militar. Este proceso renovador se completaría luego de que la institución se sometiera a lo dispuesto por la ley de Educación Superior, elevando de esta forma el nivel educativo de la Escuela al ponerse en pie de igualdad con el resto de las universidades nacionales y sus criterios académicos y pedagógicos.
Actualmente la Escuela de Guerra desarrolla carreras de grado, posgrado, actividades de extensión universitaria e investigación vinculadas a las ciencias sociales. Desde 1949 se han formado en ella más de tres mil Oficiales de Estado Mayor, oficiales de la Armada y Fuerza Aérea y más de cuatrocientos jefes pertenecientes a Ejércitos de veinte países de América, Europa y Asia, nutriendo a las filas de las fuerzas armadas con el saber actualizado de la ciencia y el arte militar.

## Proyección académica

### Formación militar
Dentro de esta categoría, la Escuela Superior de Guerra brinda los siguientes ciclos de formación técnico-profesional:
- Ciclo de Formación del Oficial de Estado Mayor
- Ciclo de Formación del Oficial de Personal
- Ciclo de Formación del Oficial de Material

### Formación civil y militar
Las siguientes carreras de Grado y Posgrado, son comunes tanto al sector civil como al militar:
- Curso de Gestión de Compras y Contrataciones Públicas Militares
- Licenciatura en Relaciones Internacionales con orientación en conflictos internacionales, misiones de paz y desarme
- Especialización en Gestión de la Defensa Civil y Apoyo a la Población
- Especialización en Historia Militar Contemporánea
- Maestría en Historia de la Guerra
- Maestría en Estrategia y Geopolítica

### Profesorados
- Profesorado Universitario para la Enseñanza Media y Superior de la Conducción Militar
- Profesorado de Equitación